# Louis Pierre Henriquel-Dupont
Louis Pierre Henriquel-Dupont (París, 13 de junio de 1797–ibidem, 20 de enero de 1892) fue un grabador francés. 

## Biografía

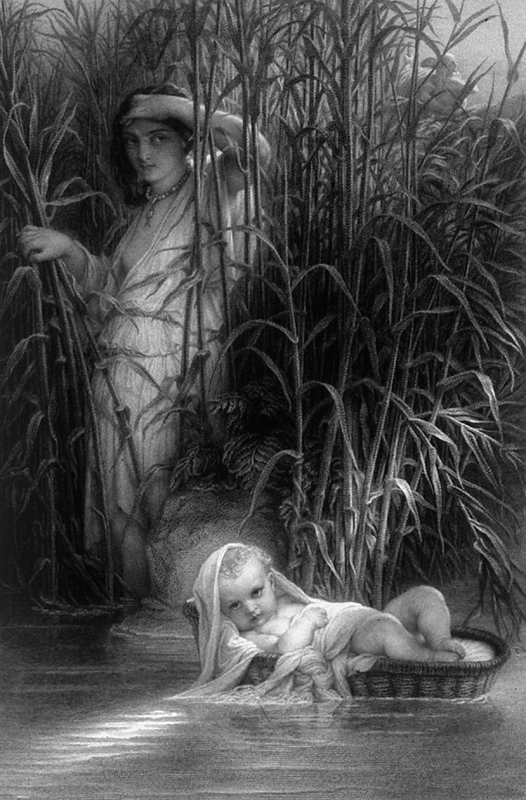
Moisés expuesto en el Nilo (1858)

Hijo de Joseph-Pierre Henriquel-Dupont, estudió en la Escuela Nacional Superior de Bellas Artes de París, donde fue alumno de Pierre-Narcisse Guérin (1811-1814). Posteriormente trabajó en el taller de Charles-Clément Bervic. Trabajó sobre todo al buril, en reproducciones de obras de famosos pintores tanto del pasado como coetáneos suyos, especialmente Rafael, Paolo Veronese, Anton Van Dyck, Dominique Ingres, Ary Scheffer, Louis Hersent y Paul Delaroche. Entre sus obras más destacadas se encuentra el Hemiciclo de la Escuela de Bellas Artes de París (1853), de Delaroche.
Desde 1863 fue profesor de grabado en la Escuela de Bellas Artes, donde formó a toda una generación de grabadores.
Fue miembro de la Academia de Bellas Artes de Francia, así como de la Royal Academy of Arts de Londres y de la Academia de las Artes de Berlín. Recibió la Orden del Mérito de las Ciencias y las Artes, y fue Comendador de la Legión de Honor.